# 杨传任
杨传任（1925年3月24日—2022年4月9日），男，回族，北京人，中国动物生理学家，曾任北京农业大学教授、博士生导师。为中国动物生理学科的创始人和奠基人之一。
杨传任生于北京市东城区。1943年，从北京市第五中学毕业，1944年入国立西南联合大学生物学系，1946年转至清华大学生物学系，1948年毕业并留校在农学院农化系任教。1949年10月随院系转至北京农业大学。1995年5月退休。
2022年4月9日，在北京病逝，享年97岁。